# Relations entre la France et la Libye
Les relations entre la France et la Libye sont des relations internationales s'exerçant entre un État de l'Union européenne, la République française, et un autre situé en Afrique du Nord, la Libye. Elles sont structurées par deux ambassades, l'ambassade de France en Libye et l'ambassade de Libye en France.

## Historique

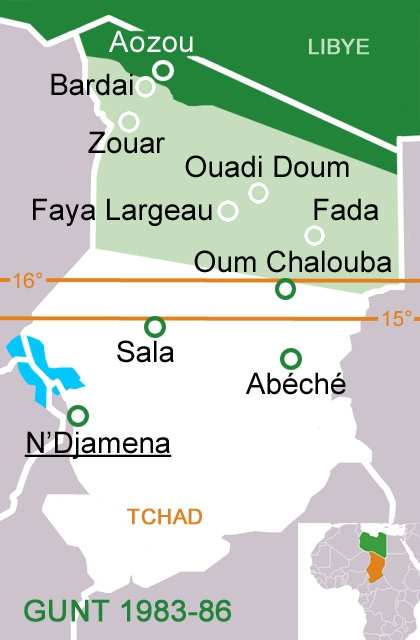
Carte du conflit tchado-libyen, dans lequel la France a soutenu le Tchad.

Avant son indépendance, la Libye était une colonie italienne.
Les relations franco-libyennes n'ont pas toujours été bonnes : au début des années 1990, le régime de Mouammar Kadhafi est en effet officiellement banni, ou à peu près, de la communauté internationale, à la suite des enquêtes concernant l'attentat de Lockerbie (1988) et, l'année suivante, du vol UTA 772. On explique parfois ces attentats comme formes de représailles aux opérations armées lancées contre l'ingérence libyenne au Tchad, à laquelle Paris avait répliqué par l'opération Manta (1983-84) suivie de l'opération Épervier (1986-2014). Paris et Tripoli s'opposaient ainsi particulièrement sur la question tchadienne.
Toutefois, un accord culturel entre les deux pays est signé en 1976, soit avant que les relations bilatérales ne se dégradent sous l'effet de la question tchadienne. Avec le retour en grâce de la Libye sur la scène internationale à la suite de sa coopération dans la « guerre contre le terrorisme » lancée par le président Bush après les attentats du 11 septembre 2001, un nouvel accord de coopération culturelle, scientifique et technique est signé en 2004, accord qui n'est publié que cinq ans plus tard, par le décret du 23 juin 2009.
En 2007, la France vend à la Libye des missiles antichars Milan pour 168 millions d’euros et un système Tetra de communication radio pour 128 millions d’euros. Les contrats sont critiqués pour leur opacité mais défendus par le président de la République française Nicolas Sarkozy : « Qu’est-ce qu’on va me reprocher ? De trouver des contrats ? De faire travailler les entreprises françaises ? ».

### Accord nucléaire
Le président Nicolas Sarkozy signe un accord de coopération nucléaire avec la Jamahiriya arabe libyenne lors de sa visite du 25 juillet 2007, qui était lié à l'affaire des infirmières bulgares,. Le réseau Sortir du nucléaire affirme alors que la livraison de technologie nucléaire à Mouammar Kadhafi était une contrepartie à la libération des otages. L'Élysée affirmait que les centrales nucléaires vendues devait servir à la désalinisation de l'eau de mer, mais cela a été remis en cause par le quotidien français Le Monde. Le journal Le Parisien, citant un responsable du Commissariat à l'énergie atomique et aux énergies alternatives (CEA), a par la suite écrit que l'accord concernait en fait les réacteurs EPR de 3e génération, et que le contrat portait sur un montant de trois milliards de dollars. Areva et Sarkozy ont par la suite démenti ces informations ,,.
Bakchich s'est néanmoins procuré le mémorandum secret de juillet 2007. L'article 1er affirme que l’un des objectifs de l'accord franco-libyen est d’« encourager les institutions et entreprises industrielles des deux pays à mettre en œuvre des projets communs ». Mais aussi d’« autoriser les institutions et entreprises industrielles des deux pays à œuvrer conjointement en vue de la réalisation de projets de production d’énergie nucléaire et de dessalement de l’eau, ainsi que des projets de développement liés à l’utilisation pacifique de l’énergie atomique ».
Lors de l'insurrection de 2011, le 11 mars 2011, la France est le premier pays à reconnaître le Conseil national de transition. Quelques jours plus tard, elle est le premier pays à tenter d'établir une zone d'exclusion aérienne au-dessus de la Libye et participe activement au déclenchement de l'intervention internationale contre le régime de Mouammar Kadhafi.

### Le financement de la campagne électorale de Nicolas Sarkozy en 2007
En avril 2012, Mediapart publie un document concernant un possible financement de la campagne électorale de Nicolas Sarkozy en 2007 par la Libye, qualifié par Ziad Takieddine de « crédible ». Il s'agissait d'une note, signée par Moussa Koussa, alors chef des services secrets libyens, dans lesquels Tripoli promettait « 50 millions d'euros » à Sarkozy ; elle ne précise pas si ces fonds ont été versés. Le président Sarkozy et son entourage ont qualifié la note de « faux » et le site Mediapart d' « officine de la gauche ». Mediapart est un site indépendant .

### La guerre civile libyenne
Depuis la chute du régime de Mouammar Kadhafi, la France mène diverses initiatives pour assister la Libye dans sa période de reconstruction. Pour renforcer ses institutions, la France forme des cadres administratifs libyens à l'ENA. Pour soutenir la transition démocratique, la France forme des journalistes libyens via Canal France International. Elle cherche à créer un climat politique plus démocratique en soutenant les organisations de la société civile, par l'intermédiaire du réseau Euromed.
Les relations économiques entre les deux pays sont focalisées autour du commerce d'hydrocarbures, le marché libyen étant aujourd'hui trop instable pour les entreprises françaises. Le principal client et fournisseur de la Libye est aujourd'hui l'Italie, plus proche géographiquement et plus influente historiquement.
Le gouvernement de François Hollande adopte une attitude particulièrement paradoxale concernant la guerre civile libyenne : son ministre des Affaires étrangères, Laurent Fabius, appuie le gouvernement de Tripoli dirigé par Fayez el-Sarraj, tandis que son ministre de la Défense, Jean-Yves le Drian, s'engage au contraire auprès de l'Armée nationale libyenne de Khalifa Haftar.
La France a été particulièrement active dans la résolution du conflit libyen. Elle se montre favorable à l'accord de Skhirat. Le 25 juillet 2017, elle rassemble les belligérants à Paris. Le chef du gouvernement d'union nationale, Fayez Al-Sarraj, et Khalifa Haftar s'accordent sur un cessez-le-feu et la tenue d'élections démocratiques.
En novembre 2017, le président Emmanuel Macron a qualifié la vente de migrants lors de ventes aux enchères d'esclaves qui auraient lieu en Libye de " crime contre l'humanité " et a demandé une réunion du Conseil de sécurité de l'ONU pour discuter de ce traitement des migrants en Libye et envisager des sanctions contre la Libye. si les enchères d'esclaves ne sont pas arrêtées.
En février 2018, Emmanuel Macron a critiqué l'intervention de l'OTAN en Libye en 2011 pour avoir créé les conditions de l'instabilité et de l'extrémisme.
En mars 2021, le président Macron a déclaré que le 29 mars 2021, l'ambassade de France rouvrirait à Tripoli, en Libye.
Pour la France, le territoire libyen constitue un enjeu à bien des égards: respect des droits de l'homme et lutte contre le trafic d'êtres humains, contrôle des flux migratoires à destination de l'Europe (route méditerranéenne centrale), lutte antiterroriste.
La Libye est aujourd'hui membre observateur de l'Union pour la Méditerranée.